# Kazair West
Kazair West fue una aerolínea con base en Atyrau, Kazajistán. Opera vuelos ejecutivos charter dentro de Kazajistán, así como proyectos de gestión aérea y evacuación médica doméstica e internacional. Su base de operaciones principal es el Aeropuerto de Atyrau.

## Códigos
- Código ICAO: KAW
- Callsign: KAZWEST[2]

## Historia
La aerolínea fue fundadora y comenzó a operar en 1996. Está registrada como sociedad anónima con participación extranjera, representada por Cliftondale Aviation, una compañía estadounidense.

## Flota
En marzo de 2007 la flota de Kazair West incluye:
- 2 Let L-410 UVP-E
- 1 Tupolev Tu-134B
- 1 Yakovlev Yak-40
- 1 Yakovlev Yak-40K